# 베이징 지하철 12호선
베이징 지하철 12호선(중국어: 北京地铁12号线)은 중화인민공화국 베이징시 베이징 지하철의 노선이다. 2024년 12월 15일에 개통되었다.

## 같이 보기
- 베이징 지하철